# Chervona Polyana
Chervona Polyana (en ucraniano: Червона Поляна ) es una localidad de Ucrania, en el Óblast de Lugansk.
Se encuentra a una altitud de 304 m sobre el nivel del mar. 

## Demografía
Según estimación 2010 contaba con una población de 2 990 habitantes.
| 3 279                      | 2 990 |
| (Fuente: [cita requerida]) |       |